# Couepia uiti
Couepia uiti är en tvåhjärtbladig växtart som först beskrevs av Carl Friedrich Philipp von Martius och Joseph Gerhard Zuccarini, och fick sitt nu gällande namn av Joseph Dalton Hooker och George Bentham. Couepia uiti ingår i släktet Couepia och familjen Chrysobalanaceae. Inga underarter finns listade i Catalogue of Life.